# Я убил жену-лесбиянку, повесил её на мясной крюк, и теперь у меня контракт с Диснеем на три фильма
«Я убил жену-лесбиянку, повесил её на мясной крюк, и теперь у меня контракт с Диснеем на три фильма» (англ. I Killed My Lesbian Wife, Hung Her on a Meat Hook, and Now I Have a Three-Picture Deal at Disney) — американский короткометражный сатирический фильм 1993 года, снятый Беном Аффлеком по сценарию Камалы Лопес и Джея Лакопо. Этот фильм — первая режиссёрская работа Аффлека.

## Сюжет
Дерзкий режиссёр по имени Ричи Дэден выбирает главную актрису для своего первого полнометражного фильма. Он обсуждает процесс со своей женой за кадром, злясь по мере того, как говорит. Режиссёр выбрал Сэнди, молодую актрису, которая по какой-то причине находится под кроватью, и заключит сделку на предстоящей встрече. Тем временем соседка Сэнди по комнате отказывается пускать её в свой дом, так как Сэнди не выплатила кредит. Убедив свою соседку по комнате, что она отплатит ей, как только получит роль, Сэнди входит в дом, где разговаривает по телефону со своей контролирующей и не поддерживающей её жизненные ценности матерью. Выясняется, что жене режиссёра заткнули рот и привязали к мясному крюку в их гостиной. Режиссёр, жестокий женоненавистник, чувствует себя опозоренным лесбиянством своей жены. Он хвалит качества Сэнди, а затем убивает топором свою жену. Режиссёр продолжает свою обличительную речь, заявляя, что пригласит Сэнди остаться с ним в доме, пока они снимают фильм.
На последнем звонке режиссёр и группа руководителей студии смотрят прослушивание латиноамериканской девушки, но решают, что она «слишком этническая» для этой роли. Приходит Сэнди и начинает прослушивание по сценарию. Вмешивается режиссёр, прося Сэнди импровизировать сцену, в которой они играют мужа и жену. Довольный её выступлением, он завершает сделку. Он просит Сэнди взглянуть на некоторые документы «сборщика мусора-мигранта», которые у него есть в его доме; она колеблется, но соглашается. Выходя за дверь, Сэнди роняет из сумки несколько предметов, случайно оставив книгу. Режиссёр поднимает его и видит, что это сборник «Возвращение к любви» и «Ценность женщины» Марианны Уильямсон.

## В ролях
| Актёр           | Роль                       |
| --------------- | -------------------------- |
| Джей Лакопо     | Ричи Дэден                 |
| Карла Монтана   | актриса / Сэнди            |
| Джоанна Макклой | соседка по комнате / Марта |
| Роберт Кох      | продюсер № 1               |
| Томми Хинкли    | продюсер № 2               |
| Гарри Виктор    | продюсер № 3               |
| Мэрилин Питцнер | кастинг-директор           |
| Харви Стивенс   | кастинг-ассистент          |
| Элли Валло      | Жена                       |
| Мария Долорес   | латиноамериканская актриса |

## Критика
Фильм получил негативные отзывы, а критики неблагоприятно противопоставили его более поздним работам Аффлека. Ноа Круикшенк из The A.V. Club в 2013 году отмечал, что фильм «настолько плох, что при этом непреднамеренно смешон». По мнению журнала «Афиша», «Бен Аффлек в дебютной короткометражке не только сумел описать весь сюжет уже в названии, но и злобно прошелся по гомофобии, сексизму и лукизму голливудской индустрии».
В 2010 году Аффлек отрёкся от фильма в интервью Entertainment Weekly: «Это ужасно. Это отвратительно. Я знал, что хочу быть режиссёром, и снялся в паре короткометражных фильмов, и это единственный фильм, который не даёт мне покоя. Я не горжусь этим. Похоже, это сделал кто-то, у кого нет ни перспектив, ни обещаний».